# Kūr Ţūţī
Kūr Ţūţī (persiska: Gūr Ţūţī, گور طوطی, کور طوطی) är en ort i Iran.   Den ligger i provinsen Ilam, i den västra delen av landet, 500 km sydväst om huvudstaden Teheran. Kūr Ţūţī ligger 1 058 meter över havet och antalet invånare är 137.
Terrängen runt Kūr Ţūţī är varierad. Runt Kūr Ţūţī är det ganska glesbefolkat, med 43 invånare per kvadratkilometer. Närmaste större samhälle är Lūmār, 6,2 km norr om Kūr Ţūţī. Omgivningarna runt Kūr Ţūţī är i huvudsak ett öppet busklandskap.